# Protipapež Teodorik
Teodorik, (tudi Teoderik) protipapež Rimskokatoliške cerkve; * okrog 1030 (Sveto rimsko cesarstvo); † 1102 (Cava de’ Tirreni, Kampanija, Papeška država, Sveto rimsko cesarstvo). 

## Življenjepis
Teoderik je bil benediktinec, ki je postal opat v samostanu Presvete Trojice v Cava pri Salernu. Postal je kardinal-diakon v Santa Maria in Via Lata. Prvič je omenjen v pismu protipapeža Klemena III., v katerem je popis nekaterih proti-kardinalov-škofov; med njimi je edini proti-kardinal-diakon prav on.  

### Škof
Teodorik je prejel posvečenje za kardinala-škofa s primestnim sedežem v Albano okrog 1095. 1198 je bil poslan v Nemčijo, da bi se soočil z nasprotniki mainškega nadškofa Rutarda (Ruthard), ki ni hotel prisostvovati sinodi v vercelliju, katero je sklical protipapež, in ki je zapustil cesarsko stranko. 1099, takoj po smrti papeža Urbana II., se je protipapež Klemen utrdil v Albanu, da bi vršil pritisk na rimsko duhovščino in ljudstvo med volitvami novega papeža; novoizvoljen, je Pashal II., s pomočjo sicilskega grofa Rogerja, izgnal protipapeža iz Albana. Iz Tivolija je protipapež poslal pismo kardinalu Romanu pri S. Ciriaco alle Terme; imena podpisnikov listine, med njimi je bil tudi proti-kardinal Teodorik, nam dajajo pričevanje o sestavi protipapeževega svetega kardinalskega zbora. Ko je protipapež Klemen III. umrl 8. septembra 1100, so njegovi privrženci, izkoristivši odsotnost papeža Pashala iz Rima, izbrali proti-kardinala Teodorika, ki je bil eden njegovih najožjih sodelavcev, da bi ga nasledil.

### Protipapež
Protipapež Klemen III. je umrl 8. septembra 1100. Njegovi pristaši v Rimu so se skrivaj sešli še isto noč v baziliki svetega Petra, kjer so izvolili in ustoličili kardinala Teodorika, albanskega škofa, ki si je privzel krstno ime Teodorik. Konec septembra je vodil proti-sinodo. Kmalu zaa tem je bežal iz Rima, da bi pridobil podporo cesarja Henrika IV. . Po treh in pol mesecih so ga ujeli in pripeljali nazaj pred papeža Pashala, ki ga je razglasil za protipapeža in dal zapreti v samostan Presvete Trojice v La Cava pri Salernu v Kampaniji v Južni Italiji, kjer je živel kot navaden menih.

## Smrt
Teoderik je v izgnanstvo zbolel in umrl leta 1102 v kraju Cava de’ Tirreni v Kampaniji (Papeška država, Sveto rimsko cesarstvo), kakor je zapisano na ohranjenem epitafu v kripti tega samostana presvete Trojice.  Na spominski plošči je omenjen s pontifikalnim imenom papež Silvester III., ki so ga takrat imeli za protipapeža. Njegov naslednik je protipapež Albert 1101. 